# Mark Hartill
Mark Norman Hartill, né le 29 mai 1964 à Sydney, est un joueur de rugby à XV qui a joué avec l'équipe d'Australie évoluant au poste de pilier (1,83 m pour 109 kg). Il a disputé la coupe du monde avec  l'Australie en 1995.

## Carrière
Il dispute le Super 12 avec les New South Wales Waratahs. Il obtient sa première sélection avec l'équipe d'Australie le 9 août 1986 contre la Nouvelle-Zélande. Son dernier test match est contre cette même équipe le 29 juillet 1995. Il dispute trois matchs de la coupe du monde de 1995 dont un comme titulaire.

## Statistiques en équipe nationale
- Nombre de test matchs avec l'Australie : 20
- 4 points (1 essai)
- Test matchs par année : 3 en 1986, 3 en 1987, 4 en 1988, 5 en 1989, 5 en 1995